# Geuda
Le geuda (ගෙවුඩ en singhalais, prononcé « gay-yoo-dah ») est une variété de saphir, généralement bleue, que l'on trouve principalement au Sri Lanka. Environ 70 à 80 % des pierres précieuses extraites dans ce pays appartiennent à des variétés de geuda. En raison de son aspect semi-transparent et laiteux dû aux inclusions de rutile, ces pierres ont peu de valeur sur le marché à l'état naturel.
Le geuda était fréquemment stocké dans de grands fûts ou utilisé comme gravier dans les jardins avant la découverte dans les années 1970 que le traitement thermique peut modifier radicalement la couleur de la pierre.
Certaines variétés de geuda virent au bleu après les traitements thermiques. D'autres virent au rouge après oxydation. Certaines affichent un distinctif « effet diesel » (couleur du carburant diesel) sous la lumière transmise. Le geuda kowangu pushparaga se transforme en saphir jaune après oxydation. Elles peuvent être translucides à semi-transparentes, blanchâtres, semi-brunâtres, laiteuses ou soyeuses. Après avoir chauffé la pierre à environ 1900°C, le réseau d'oxyde d'aluminium de la gemme est perturbé et le refroidissement améliore considérablement à la fois la couleur et la pureté. Bien que de nombreuses pierres soient détruites par le processus de chauffage et de refroidissement, celles qui survivent sont considérablement altérées et rivalisent avec les saphirs naturellement bleus en apparence et en prix.